# Station Pessac
Station Pessac is een spoorwegstation in de Franse gemeente Pessac. Het ligt aan de spoorlijn van Station Bordeaux-Saint-Jean naar het Spaanse Irun. Het wordt bediend door treinen van het  netwerk TER Nouvelle-Aquitaine. Er stoppen zo'n 80 treinen per dag, die Bordeaux Saint-Jean verbinden met Arcachon, Hendaye, Dax, en Mont-de-Marsan. Er stappen ongeveer 500.000 reizigers per jaar in en uit.
Er zijn aansluitingen op tramlijn B en op diverse buslijnen. Het station heeft zijn relatief hoge reizigersaantal mede te danken aan de tramlijn, die toegang geeft tot de campus van de verschillende universiteiten van Bordeaux.